# Lygodactylus fischeri
Lygodactylus fischeri är en ödleart som beskrevs av  George Albert Boulenger 1890. Lygodactylus fischeri ingår i släktet Lygodactylus och familjen geckoödlor. Inga underarter finns listade i Catalogue of Life.